# Stealth - Pericol invizibil
Stealth este un film de acțiune științifico-fantastic american din 2005, cu participarea lui Josh Lucas, Jessica Biel, Jamie Foxx, Sam Shepard, Joe Morton și Richard Roxburgh. Filmul este regizat de Rob Cohen, regizor al producțiilor The Fast and the Furious și xXx.
Filmul prezintă trei ași în pilotajul de luptă cum se alătură unui proiect de dezvoltare a unor avioane stealth robot.
Lansat pe 29 iulie 2005 de Columbia Pictures, filmul a costat 135 de milioane $, dar primind critici dure din partea criticilor cinematografici, a avut încasări de doar 76.932.872 $ în întreaga lume, fiind unul din cele mai mari eșecuri din istoria cinematografiei.

## Distribuție
- Josh Lucas ca și Lt. Ben Gannon (BIG)
- Jessica Biel ca și Lt. Kara Wade (GUNS)
- Jamie Foxx ca și Lt. Henry Purcell (E-Z)
- Sam Shepard ca și Căpitanul George Cummings
- Joe Morton ca și Căpitanul Dick Marshfield
- Richard Roxburgh ca și Dr. Keith Orbit
- Ian Bliss ca și Lt. Aaron Shaftsbury
- Ebon Moss-Bachrach ca și Tim
- David Andrews ca și Ray
- Wentworth Miller ca și EDI
- Nicholas Hammond ca și ofițer executiv
- Marc Berard în rolul agentului secret rus (scenă ștearsă)

## Coloana sonoră
1. "Make a Move" - Incubus (3:12)
2. "Admiration" - Incubus (4:13)
3. "Neither of Us Can See" - Incubus (4:04)
4. "(She Can) Do That" - BT & David Bowie (3:15)
5. "Dance to the Music" - will.i.am & Sly & The Family Stone (4:06)
6. "Bullet-Proof Skin" - Institute (4:24)
7. "L.S.F." - Kasabian (3:18)
8. "Bug Eyes" - Dredg (4:16)
9. "Over My Head (Cable Car)" - The Fray (3:56)
10. "One Day" - Trading Yesterday (4:21)
11. "Different" - Acceptance (4:09)
12. "Nights in White Satin" - Glenn Hughes, Chad Smith & John Frusciante (4:56)
13. "Aqueous Transmission" - Incubus (7:48)